# Clemente Busiri Vici
Clemente Busiri Vici, född 31 mars 1887 i Rom, död där 4 september 1965, var en italiensk arkitekt och ingenjör.
Clemente Busiri Vici var son till arkitekten Carlo Busiri Vici och Francesca Gigliesi.

## Verk (urval)
- San Roberto Bellarmino
- Sant'Ippolito
- Santi Fabiano e Venanzio a Villa Fiorelli
- San Saturnino
- Palazzina Grazioli
- San Leone
- San Fulgenzio
- San Benedetto al Gazometro

## Bilder
| - San Roberto Bellarmino. - Sant'Ippolito. - Santi Fabiano e Venanzio a Villa Fiorelli. - San Saturnino. |

### Webbkällor
- ”Clemente Busiri Vici” (på italienska). info.roma.it. Arkiverad från originalet den 29 april 2022. https://archive.ph/bL4c4. Läst 29 april 2022.
- ”Busiri-Vici” (på italienska). Enciclopedie on line. Treccani. Arkiverad från originalet den 29 april 2022. https://archive.ph/rwHH0. Läst 29 april 2022.